# Ligier
Equipe Ligier je bivša momčad Formule 1.
Momčad je osnovana 1968. od strane francuskog ragbi igrača Guya Ligiera. Povod osnivanja momčadi bila je smrt francuskog automobilističkog vozača Jo Schlessera, dugogodišnjeg Ligierovog prijatelja. Momčad je u početku nastupala u nižim trkaćim kategorijama, a od 1970. do 1975. nastupala je i na utrci 24 sata Le Mansa.
U Formuli 1, Liger je nastupao od 1976. do 1996., te ostvario 9 pobjeda, isto toliko i najbržih krugova utrke, te sveukupno 50 podija. Uoći sezone 1997., Guy Ligier je prodao momčad Alainu Prostu.
Ligier → Prost

## Formula 1

### Početak (1976. – 1978.)
Momčad je pristupila natjecanju Formule 1 1976. sezone. Pogonjen Matrinim V12 motorima, sa samo jednim vozačem u kokpitu, Francuzom Jacquesom Laffiteom, Ligier je već u prvoj sezoni ostvario jako dobre rezultate. Laffite prve bodove osvaja na trećoj utrci na Velikoj nagradi SAD-a u Long Beachu, a prvi podij na Velikoj nagradi Belgije na Zolderu. Do kraja sezone još se dva puta penje na podij, te završava sedmi u ukupnom poretku s 20 bodova, dok Ligier s istim brojem bodova završava na petom mjestu konstruktora.
Sljedeće 1977. Laffite je jedini vozač momčadi do posljednje utrke, kada mu se pridružuje drugi Francuz Jean-Pierre Jarier. Ova sezona je bila nešto slabija nego prethodna, ali momčad 1977. ostvaruje svoju prvu pobjedu. Dogodilo se to na Velikoj nagradi Švedske na Anderstorpu, kada Laffite pobjeđuje startavši s osme startne pozicije. Bila je to prva pobjeda i za samog Laffitea.
Laffite i 1978. provodi "usamljen" u ekipi. Solidna sezona s dva podija u Jarami na Velikoj nagradi Španjolske i Hockenheimringu na Velikoj nagradi Njemačke, rezultirala je s 19 osvojenih bodova i šestim mjestom u ukupnom poretku konstruktora. Sam Laffite, sezonu je završio na osmom mjestu.

### Vrhunac (1979. – 1982.)
Ligier je raskinuo ugovor s Matrom, te dogovorio suradnju s Fordom. Rezultat te suradnje bile su tri najuspješnije sezone za Ligier u Formuli 1. 
Momčad je prvi put tijekom cijele sezone imala dva vozača. Osim Laffitea, 1979. je za Ligier vozio i Francuz Patrick Depailler. Na prvoj utrci u Buenos Airesu na Velikoj nagradi Argentine, Laffite je pobijedio. Sljedeća Velika nagrada Brazila donijela je Ligieru "dvostruku" pobjedu; Laffite je bio prvi, Depailler drugi. Na Velikoj nagradi Španjolske, Depailler donosi momčadi treću i posljednju pobjedu te sezone. Momčad je nakon te utrke vodeća u poretku konstruktora, ali kako sezona odmiće Ferrari u rukama Gillesa Villeneuvea i Jodyja Schecktera postaje dominantna momčad. Pred kraj sezone Clay Regazzoni i Alan Jones donose Williamsu pet pobjeda, tako da Ligier završava sezonu na trećem mjestu. Depaillera je nakon Velike nagrade Francuske do kraja sezone zamijenio Jacky Ickx.
Sljedeće 1980. u momčad dolazi Francuz Didier Pironi, te na Zolderu donosi prvu pobjedu Ligieru te sezone. Laffite ponavlja uspjeh na Velikoj nagradi Njemačke. Tri utrke prije kraja i Laffite i Pironi su imali šanse osvojiti naslov svjetskog prvaka. Nakon završetka sezone, Ligier se opet vraća Matri. 
Osim, već sada standardnog Laffitea, Sljedeće 1981. za momčad su vozila tri francuska vozača, Jean-Pierre Jabouille, Patrick Tambay, te povratnik Jarier. Konstantni problemi na bolidu doveli su do toga da nijedan od njih nije osvojio bodove tijekom sezone. Za odlične rezultate pobrinuo se Laffite. Dvije pobjede na Velikoj nagradi Austrije i Velikoj nagradi Kanade, kao i još pet podija, doveli su Laffitea u borbu za naslov svjetskog prvaka utrku prije kraja prvenstva. Uoći posljednje utrke u Caesars Palaceu, Carlos Reutemann imao je 49 bodova, Nelson Piquet 48, a Laffite 43. Sva tri vozača odvozila su blijedu utrku, a naslov je pripao Piquetu.    
Sezona 1982., nije bila toliko uspješna kao prethodne tri. Moglo bi se reći da su performanse bolida bile kao u početku Ligierove karijere. Novi vozač momčadi, Amerikanac Eddie Cheever pomalo je zasjenio Ligierovu zvijezdu Laffitea. Cheever je ostvario tri podija i skupio 15 bodova, dok se Laffite samo jednom popeo na podij i završio sezonu s 5 bodova. Matra i Ligier su se ponovno razišli na kraju sezone.

### Prva kriza (1983. – 1984.)
Fordovi V8 motori, kao i nova šasija JS21, pokazali su se ovog puta kao potpuni promašaj. Laffite je napustio momčad te otišao u Williams, dok je Cheever potpisao za Renault. Po treći put Jarier je postao vozač Ligiera, dok je drugo mjesto u momčadi popunio Brazilac Raul Boesel. Sezona 1983. bila je katastrofalna. Dva sedma mjesta bila su maksimalni doseg za momčad, tako da je Ligier prvi put u povijesti završio sezonu bez osvojenih bodova. 
Nakon samo jedne sezone, suradnja s Fordom je prekinuta, a momčad se odlučila za Renaultove V6 turbo motore. S novom postavom, Francuzom Françoisom Hesnaultom i Andreom de Cesarisem, momčad je 1984. tražila izlazak iz krize. Sezona je počela relativno dobro, pošto je De Cesaris u prve četiri utrke osvojio 3 boda, ali na tome je sve ostalo. Nešto bolja sezona nego prethodna, ali i dalje miljama daleko od starih slavnih dana prije nekoliko godina.

### Oporavak (1985. – 1986.)
Nakon dvije neuspjele sezone u Williamsu, Laffite se 1985. vratio u Ligier. Novi bolid JS25, dizajniran do strane Michela Beaujona i Claudea Galopina, bio je nešto bolji nego njegov prethodnik. Značajna promjena bila je prelazak s Michelin guma na Pirellijeve. Guy Ligier je nakon Velike nagrade Nizozemske uručio otkaz De Cesarisu, zbog učestalih sudara. De Cesaris je od 11 utrka, završio tek 3, od kojih jednu u bodovima, te je zamijenjen Francuzom Philippeom Streiffom. Laffite je tijekom sezone ostvario tri podija, među kojima je bilo i drugo mjesto na prvom izdanju Velike nagrade Australije u Adelaideu, na kojoj je i Streiff završio na trećem mjestu. Ligier je prikupio 23 boda i završio na šestom mjestu u konstruktorskom poretku.
Ligier JS27 iz 1986. bio je razvoj prošlogodišnjeg JS25, s prerađenom aerodinamokom i nižim spremnikom za gorivo kako bi iskoristili granice goriva koja je smanjena s 220 na 195 litara. Bolid je bio i nešto lakši nego JS25. Momčad je predstavila i novog vozača, Francuza Renéa Arnouxa. Sezona je dobro počela i za Arnouxa i za Laffitea, koji se penjao na podij dva puta. Na VN Velike Britanije na Brands Hatchu došlo je do velikog sudara na startu,u kojem je sudjelovalo desetak vozača, među kojima i Laffite. Utrka je prekinuta, a Laffite je otpremljen u bolnicu zbog loma nogu. Bila je ovo posljednja utrka u karijeri Formule 1 za Laffitea, koji je nakon ove utrke zamijenjen Francuzom Philippeom Alliotom.

### Druga kriza (1987. – 1992.)
Uoći 1987. momčad je prekinula suradnju s Pirellijem, te dogovorila suradnju s Goodyearom. Ligier JS29 je bio dizajniran tako da odgovara Alfa Romeo motorima. No i prije početka sezone, suradnja između Ligiera i Alfa Romea je raskinuta. Momčad je bila opskrbljena s Megatronovim turbo motorom, koji je zapravo bio stari BMW M12 motor. S obzirom na promjenu dobavljača motora, Ligier je redizajnirao bolid uoći prve utrke sezone. Talijanski vozač Piercarlo Ghinzani dobio je mjesto u momčadi. Sezona je bila promašena. Tek 1 osvojeni bod Arnouxa na Velikoj nagradi Belgije bio je dovoljan za jedanaesto mjesto u konstruktorskom poretku.
Za sljedeću 1988. momčad je napravila nekoliko promjena. Ghinzani je zamijenjen Šveđaninom Stefanom Johanssonom, a Megatronov motor s Juddovim V8 motorom. Sezona je bila još gora nego prethodna. Na Velikoj nagradi San Marina, prvi put u Ligierovoj povijesti, oba vozača se nisu uspjela kvalificirati za utrku. Ukupno osam puta barem jedan od vozača nije uspjeo proći kvalifikacije.
Momčad 1989. opet mijenja dobavljča motora. Ovaj put je to Ford Cosworth i njegov V8 3.5 litreni motor. Francuz Olivier Grouillard, novi je vozač umjesto Johanssona. Ligier i dalje nema dovoljno brzine da se kvalificira na svaku utrku, ali unatoć tome vozači uspjevaju ugrabiti 3 boda tijekom sezone. Bila je ovo posljednja sezona u Formuli 1 za Arnouxa.
Povratnik u momčad, Philippe Alliot i Talijan Nicola Larini, nisu uspjeli osvojiti bodove 1990., ali se Ligier JS33BB barem kvalificirao na gotovo svaku utrku za razliku od prethodne dvije sezone. Larini je dva puta osvojio 7. mjesto, te odustao tek tri puta tijekom sezone. Potpuno nova vozačka postava 1991., kao i novi V12 Lamborghinijevi motori nisu urodili plodom. Ligier JS35 bio je pretežak, a nije pomogao ni veliki spremnik ulja potreban za novi motor. Tako da je ovo bila još jedna sezona gdje Ligierovi vozači, ovog puta Thierry Boutsen i Érik Comas, nisu uspjeli osvojiti bodove. Belgijanac i Francuz bili su Ligierovi vozači i 1992., kada je kraj krize bio na vidiku. Momčad koristi Renaultove V10 motore kroz ovu godinu. Uoći sezone, Alain Prost testira novi bolid JS37. Unatoč slaboj aerodinamici, Ligier uspjeva osvojiti ukupno 6 bodova. Čak 47 utrka je prošlo od Grouillardove VN Francuske 1989. i prvih Comasovih bodova za momčad na VN Kanade ove sezone, što je najduže razdoblje bez osvojenog boda u povijesti Ligiera.

### Završne godine (1993. – 1996.)
Potpuno nova vozačka postava za 1993., Britanci Martin Brundle i Mark Blundell, kao i nova JS39 šasija, označili su izlazak iz Ligierove višegodišnje krize. Momčad je po prvi put koristila poluautomatski mjenjač, a ovo je jedina Ligierova sezona u kojoj nije bio nijedan francuski vozač. Blundell je već na prvoj utrci osvojio treće mjesto, te je Ligier prvi put nakon VN SAD-a 1986. imao vozača na podiju. S još dva podija, po jedan Blundella i Brundlea, momčad je nakon dugo vremena završila u gornjem dijelu konstruktorskog poretka s 23 boda.
I za 1994. postava se mijenja. Francuzi Éric Bernard i Oliver Panis, novi su vozači. Bolid je pouzdan, ali nedovoljno brz. Tek na devetoj utrci sezone, na Hockenheimringu, Liger osvaja bodove. Na spomenutoj VN Njemačke, gdje je samo sedam vozača završilo utrku, Panis i Bernard osvojili su drugo i treće mjesto iza pobjednika Gerhard Bergera. Umjesto Bernarda na posljednje tri utrke za Ligier voze Johnny Herbert i Franck Lagorce, no ne uspjevaju osvojiti bodove.
Uoći 1995., Flavio Briatore postaje djelomični vlasnik momčadi, tako da je novi JS41 bolid zapravo kopija Benettonovog B195 bolida, još jedne Briatoreove momčadi. Uz bok Panisu, Ligier prvi put dovodi japanskog vozača, Agurija Suzukija, no on vozi tek šest utrka za momčad i osvaja jedan bod, dok ostatak sezone za Ligier vozi povratnik Brundle. Po jedan podij za Panisa i Brundlea, smjestili su momčad na peto mjesto u poretku kosntruktora. Momčad je ove sezone koristila V10 motore Mugen-Honde.
Za posljednju sezonu u svojoj karijeri u Formuli 1, momčad je dovela Brazilca Pedra Diniza. JS43 iz 1996., dizajniran od strane Franka Derniea, bio je evolucija relativno uspješnog JS41 iz prethodne godine. No novi se bolid nije mogao pohvaliti osobitim performansama. Bio je sporiji i nešto nepouzdaniji od svog prethodnika. Panis i Diniz tek na pet utrka uspjevaju osvojiti bodove. Na četiri utrke to je bilo 5. mjesto i tri 6. mjesta, dok je na petoj utrci Panis ostvario svoju jedinu, i za Ligier posljednju pobjedu. Čudo na VN Monaka dogodilo se 19. svibnja. Panis je startao tek kao 14. na gridu. Do cilja, na utrci promjenjivih uvjeta gdje je kiša dva puta padala, došla su tek tri vozača. Čak 14 vozača odustalo je zbog sudara, a njih tek pet zbog mehaničkih problema. Sigurnom i spretnom vožnom, vješto izbjegavajući probleme, Panis je pobijedio ispred Davida Coultharda u McLarenu i Herberta u Sauberu.
Razdoblje Ligera od 15 godina između dvije pobjede (Kanada 1981. - Monako 1996.), najduže je razdoblje jedne momčadi u Formuli 1., Mercedes i Honda imaju duže razdoblje između dvije pobjede, no oni se tijekom tog razdoblja većinu vremena nisu natjecali u Formuli 1, pa samim time nisu ni mogli pobjeđivati u utrkama. Momčad je 1997. prodana Alain Prostu i preimenovana u Prost Grand Prix.

## Rezultati
| Godina | Puni naziv momčadi                  | Šasija          | Motor                                             | Gume | Vozači                                                                  | Kostruktorski poredak |
| ------ | ----------------------------------- | --------------- | ------------------------------------------------- | ---- | ----------------------------------------------------------------------- | --------------------- |
| 1996.  | Ligier Gauloises Blondes            | JS43            | Mugen-Honda MF-301 HA 3.0 V10                     | G    | Olivier Panis Pedro Diniz                                               | 6. mjesto (15 bodova) |
| 1995.  | Ligier Gauloises Blondes            | JS41            | Mugen-Honda MF-301 3.0 V10                        | G    | Olivier Panis Martin Brundle Aguri Suzuki                               | 5. mjesto (24 boda)   |
| 1994.  | Ligier Gauloises Blondes            | JS39B           | Renault RS6 3.5 V10                               | G    | Olivier Panis Éric Bernard Johnny Herbert Franck Lagorce                | 6. mjesto (13 bodova) |
| 1993.  | Ligier Gauloises Blondes            | JS39            | Renault RS5 3.5 V10                               | G    | Martin Brundle Mark Blundell                                            | 5. mjesto (23 boda)   |
| 1992.  | Ligier Gauloises Blondes            | JS37            | Renault RS3B 3.5 V10 Renault RS3C 3.5 V10         | G    | Thierry Boutsen Érik Comas                                              | 7. mjesto (6 bodova)  |
| 1991.  | Equipe Ligier Gitanes               | JS35 JS35B      | Lamborghini 3512 3.5 V12                          | G    | Thierry Boutsen Érik Comas                                              | 13. mjesto (0 bodova) |
| 1990.  | Equipe Ligier Gitanes               | JS33B           | Ford Cosworth DFR 3.5 V8                          | G    | Nicola Larini Philippe Alliot                                           | 11. mjesto (0 bodova) |
| 1989.  | Ligier Loto                         | JS33            | Ford Cosworth DFR 3.5 V8                          | G    | René Arnoux Olivier Grouillard                                          | 13. mjesto (3 boda)   |
| 1988.  | Ligier Loto                         | JS31            | Judd CV 3.5 V8                                    | G    | René Arnoux Stefan Johansson                                            | 15. mjesto (0 bodova) |
| 1987.  | Ligier Loto                         | JS29B JS29C     | Megatron M12/13 1.5 L4 t                          | G    | René Arnoux Piercarlo Ghinzani                                          | 11. mjesto (1 bod)    |
| 1986.  | Equipe Ligier                       | JS27            | Renault EF4B 1.5 V6 t                             | P    | Jacques Laffite René Arnoux Philippe Alliot                             | 5. mjesto (29 bodova) |
| 1985.  | Equipe Ligier Equipe Ligier Gitanes | JS25            | Renault EF4B 1.5 V6t                              | P    | Jacques Laffite Andrea de Cesaris Philippe Streiff                      | 6. mjesto (23 boda)   |
| 1984.  | Ligier Loto                         | JS23            | Renault EF4 1.5 V6 t                              | M    | François Hesnault Andrea de Cesaris                                     | 10. mjesto (3 boda)   |
| 1983.  | Equipe Ligier Gitanes               | JS21            | Ford Cosworth DFV 3.0 V8 Ford Cosworth DFY 3.0 V8 | M    | Jean-Pierre Jarier Raul Boesel                                          | 14. mjesto (0 bodova) |
| 1982.  | Equipe Talbot Gitanes               | JS19 JS17B JS17 | Matra MS81 3.0 V12                                | M    | Jacques Laffite Eddie Cheever                                           | 8. mjesto (20 bodova) |
| 1981.  | Equipe Talbot Gitanes               | JS17            | Matra MS81 3.0 V12                                | M    | Jacques Laffite Jean-Pierre Jarier Jean-Pierre Jabouille Patrick Tambay | 4. mjesto (44 boda)   |
| 1980.  | Equipe Ligier Gitanes               | JS11/15         | Ford Cosworth DFV 3.0 V8                          | G    | Jacques Laffite Didier Pironi                                           | 2. mjesto (66 bodova) |
| 1979.  | Ligier Gitanes                      | JS11            | Ford Cosworth DFV 3.0 V8                          | G    | Jacques Laffite Patrick Depailler Jacky Ickx                            | 3. mjesto (61 bod)    |
| 1978.  | Ligier Gitanes                      | JS9 JS7/9 JS7   | Matra MS76 3.0 V12 Matra MS78 3.0 V12             | G    | Jacques Laffite                                                         | 6. mjesto (19 bodova) |
| 1977.  | Ligier Gitanes                      | JS7             | Matra MS76 3.0 V12                                | G    | Jacques Laffite Jean-Pierre Jarier                                      | 8. mjesto (18 bodova) |
| 1976.  | Ligier Gitanes                      | JS5             | Matra MS73 3.0 V12                                | G    | Jacques Laffite                                                         | 5. mjesto (20 bodova) |

## Pobjede u Formuli 1
| Rb. | Vozač             | Sezona | Datum        | Velika Nagrada | Staza          | Šasija  | Motor                         | Grid |
| --- | ----------------- | ------ | ------------ | -------------- | -------------- | ------- | ----------------------------- | ---- |
| 1.  | Jacques Laffite   | 1977.  | 19. lipnja   | VN Švedske     | Anderstorp     | JS7     | Matra MS76 3.0 V12            | 8    |
| 2.  | Jacques Laffite   | 1979.  | 21. siječnja | VN Argentine   | Buenos Aires   | JS11    | Ford Cosworth DFV 3.0 V8      | 1    |
| 3.  | Jacques Laffite   | 1979.  | 4. veljače   | VN Brazila     | Interlagos     | JS11    | Ford Cosworth DFV 3.0 V8      | 1    |
| 4.  | Patrick Depailler | 1979.  | 29. travnja  | VN Španjolske  | Jarama         | JS11    | Ford Cosworth DFV 3.0 V8      | 2    |
| 5.  | Didier Pironi     | 1980.  | 4. svibnja   | VN Belgije     | Zolder         | JS11/15 | Ford Cosworth DFV 3.0 V8      | 2    |
| 6.  | Jacques Laffite   | 1980.  | 10. kolovoza | VN Njemačke    | Hockenheimring | JS11/15 | Ford Cosworth DFV 3.0 V8      | 5    |
| 7.  | Jacques Laffite   | 1981.  | 16. kolovoza | VN Austrije    | Österreichring | JS17    | Matra MS81 3.0 V12            | 4    |
| 8.  | Jacques Laffite   | 1981.  | 27. rujna    | VN Kanade      | Île Notre-Dame | JS17    | Matra MS81 3.0 V12            | 10   |
| 9.  | Olivier Panis     | 1996.  | 19. svibnja  | VN Monaka      | Monaco         | JS43    | Mugen-Honda MF-301 HA 3.0 V10 | 14   |

## Vanjske poveznice
- statsf1.com